# Mohamed Aoudou
Mohamed Aoudou (Aplahoué, Kouffo, Benín, 30 de noviembre de 1989) es un futbolista beninés. Juega de delantero y su equipo actual es el CR Belouizdad de la liga argelina de fútbol. Ha jugado en países como Francia,Croacia,Marruecos,Argelia y en su natal Benín.
También juega para la selección de fútbol de Benín.

## Selección nacional
Ha sido internacional con la selección de fútbol de Benín en 9 ocasiones y ha anotado dos goles, siendo su debut en el año 2009. También participó en una edición de la Copa Africana de Naciones, en la cual llevó el dorsal número 9. Sólo jugó el tercer partido, sustituyendo a Pascal Angan frente a Egipto, partido que perdieron 2-0. Su selección no pudo avanzar a la siguiente fase quedando eliminada en fase de grupos.

### Participaciones en Copas Africanas
| Copa                           | Sede   | Resultado    | Partidos | Goles |
| ------------------------------ | ------ | ------------ | -------- | ----- |
| Copa Africana de Naciones 2010 | Angola | Primera fase | 1        | 0     |

## Clubes
| Club              | País      | Año           |
| ----------------- | --------- | ------------- |
| Donjo             | Benín     | 2007 - 2009   |
| Istra 1961        | Croacia   | 2009          |
| Évian             | Francia   | 2009 - 2010   |
| Tonnerre d'Abomey | Benín     | 2010-2012     |
| CODM Meknès       | Marruecos | 2012-2012     |
| JS Saoura         | Argelia   | 2014-2015     |
| CR Belouizdad     | Argelia   | 2015-presente |